# Army Ranger Wing

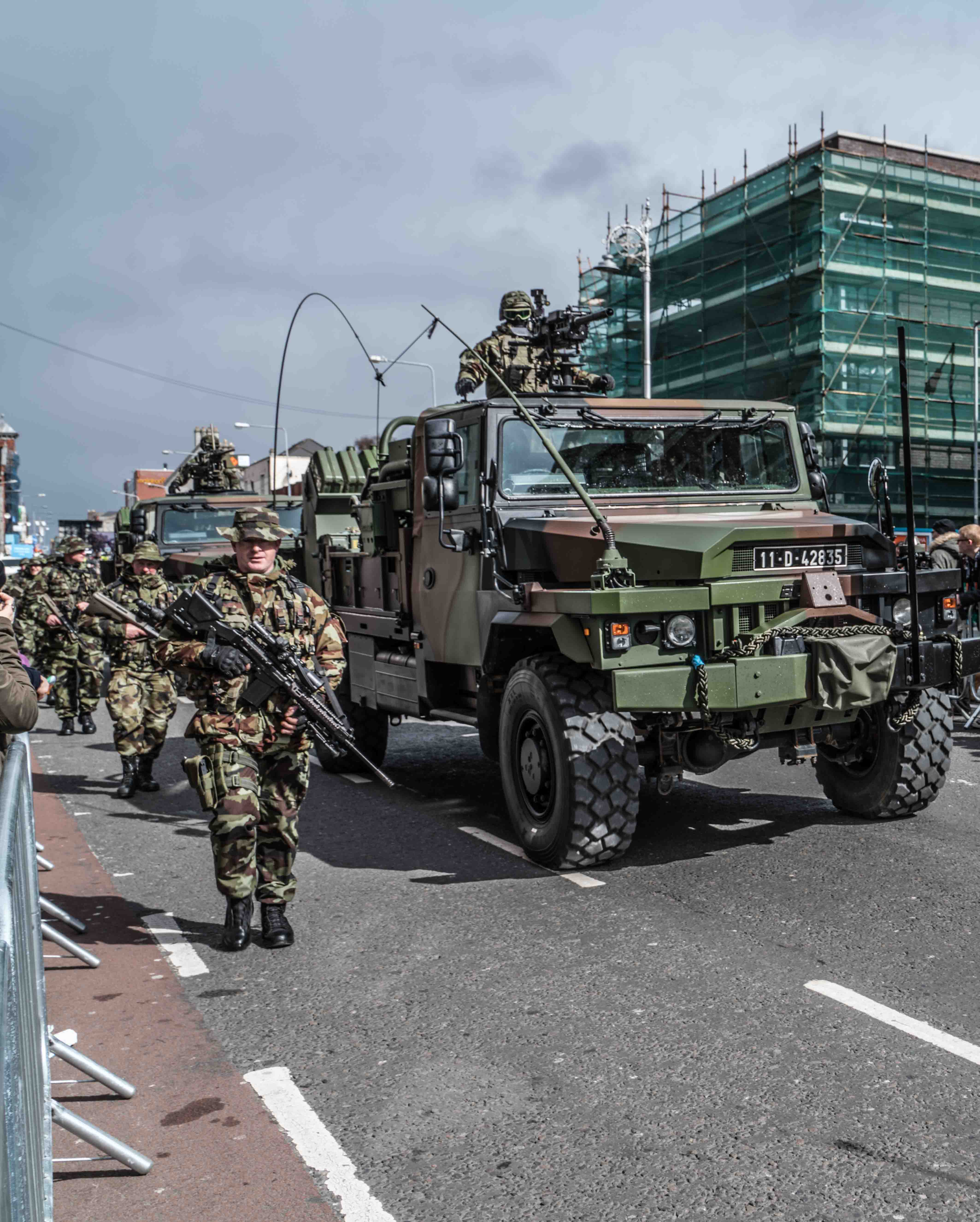
Irish Army Ranger Win

 (juin 2020).
Si vous disposez d'ouvrages ou d'articles de référence ou si vous connaissez des sites web de qualité traitant du thème abordé ici, merci de compléter l'article en donnant les références utiles à sa vérifiabilité et en les liant à la section « Notes et références ».
L'Army Ranger Wing est la principale unités des forces spéciales de l'Armée irlandaise.

## Histoire
Formée en 1980, l'ARW a été déployé à l'étranger lors de plusieurs missions sous l'égide de l'ONU : 
- UNOSOM II,
- INTERFET,
- UNPROFOR,
- UNFICYP,
- UNIFIL,
- MINURSO,
- MINUL,
- MINURCAT,
- MINUSMA.